# Лоран Поку (стадіон)
Стадіон «Лоран Поку» (фр. Stade Laurent Pokou) — футбольний стадіон, розташований у місті Сан-Педро, Кот-д'Івуар, розрахований на 20 тисяч глядачів. Збудований 2023 року до Кубка африканських націй 2023 року.

## Історія
Стадіон «Лоран Поку» розташований на південному заході Кот-д'Івуару, в містечку Сан-Педро, в 350 км від Абіджана. Його будівництво розпочалося у вересні 2018 року, а у лютому 2019 року Амаду Гон Кулібалі, прем'єр-міністр Кот-д'Івуару, офіційно заклав перший камінь майбутньої арени, яку готували до Кубка африканських націй 2023 року.
Будівельні роботи вела Китайська будівельна корпорація China Civil Engineering Construction Corporation (CCECC). Загальна вартість стадіону оцінюється в понад 41 мільярд франків КФА. Роботи були завершені у 2023 році, а стадіон урочисто відкрили 8 вересня в присутності міністра спорту Клода Полена Данхо.
Стадіон отримав ім'я на честь легенди івуарійського футболу, нападника Лорана Н'дрі Поку, багаторічного найкращого бомбардира в історії Кубків африканських націй, який помер у 2016 році.
9 вересня 2023 року на стадіоні відбувся перший офіційний матч в рамках відбору до Кубка африканських націй між національною збірною Кот-д'Івуару та Лесото, який завершився перемогою івуарійців 1:0. Перший гол на новій арені забив півзахисник «Ноттінгем Форест» Ібрагім Сангаре.
У січні 2024 року на стадіоні пройшли п'ять матчів групи F, одна гра групи E і два матчі 1/8 фіналу Кубка африканських націй 2023 року.

## Характеристика
Стадіон місткістю 20 тисяч глядачів займає площу понад 23 гектари. Споруда має прямокутну форму з бетонним дахом і натуральним трав'яним газоном.
На стадіоні також є десять входів для глядачів та входи для організаторів змагань, преси та команд. До цього додаються роздягальні, обладнані для гравців, кілька туалетів для глядачів, чотири ліфти, лазарети, медіа-кімната та автостоянка на 2 тисячі автівок.

## Галерея

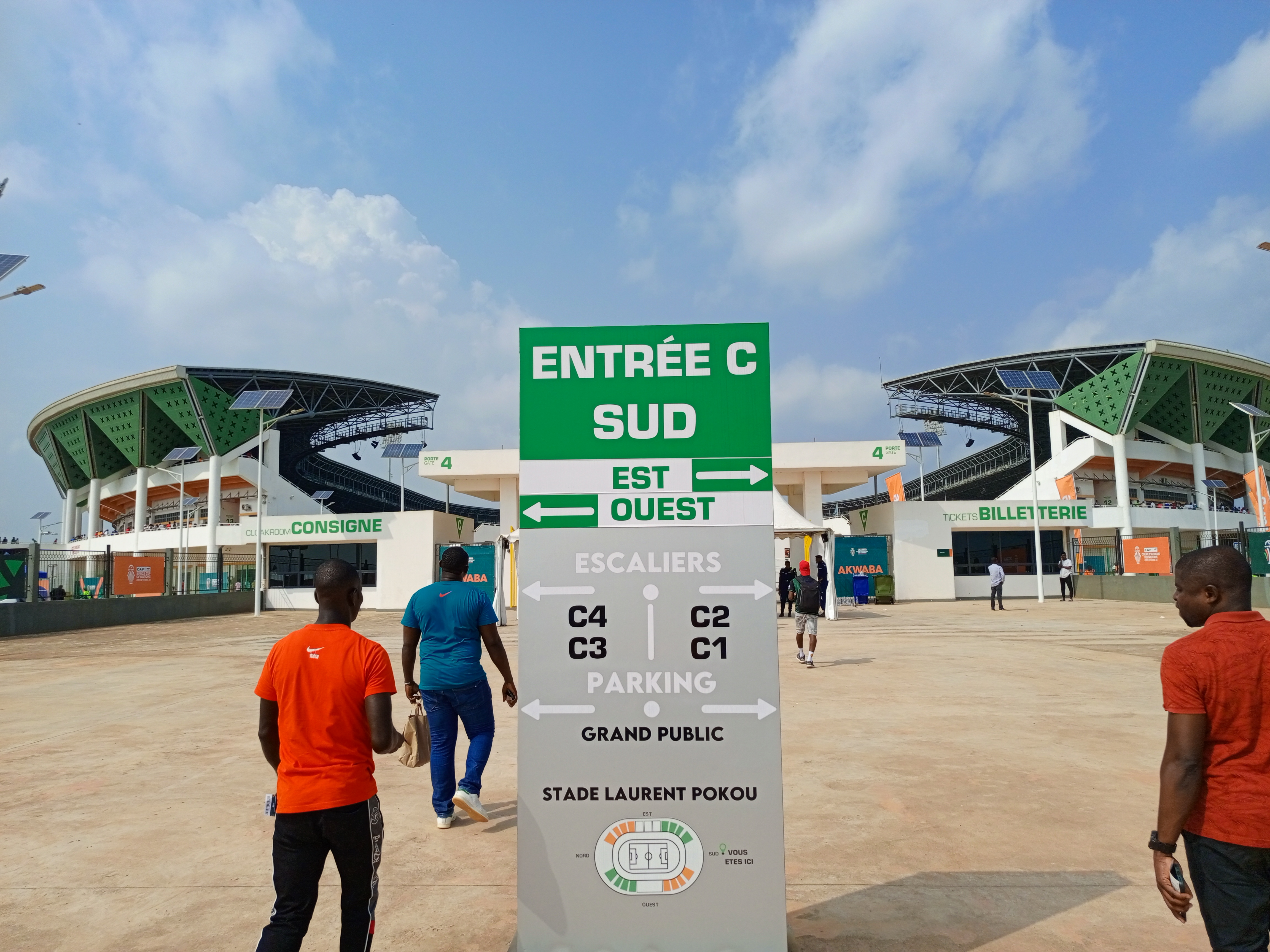
Південний вхід
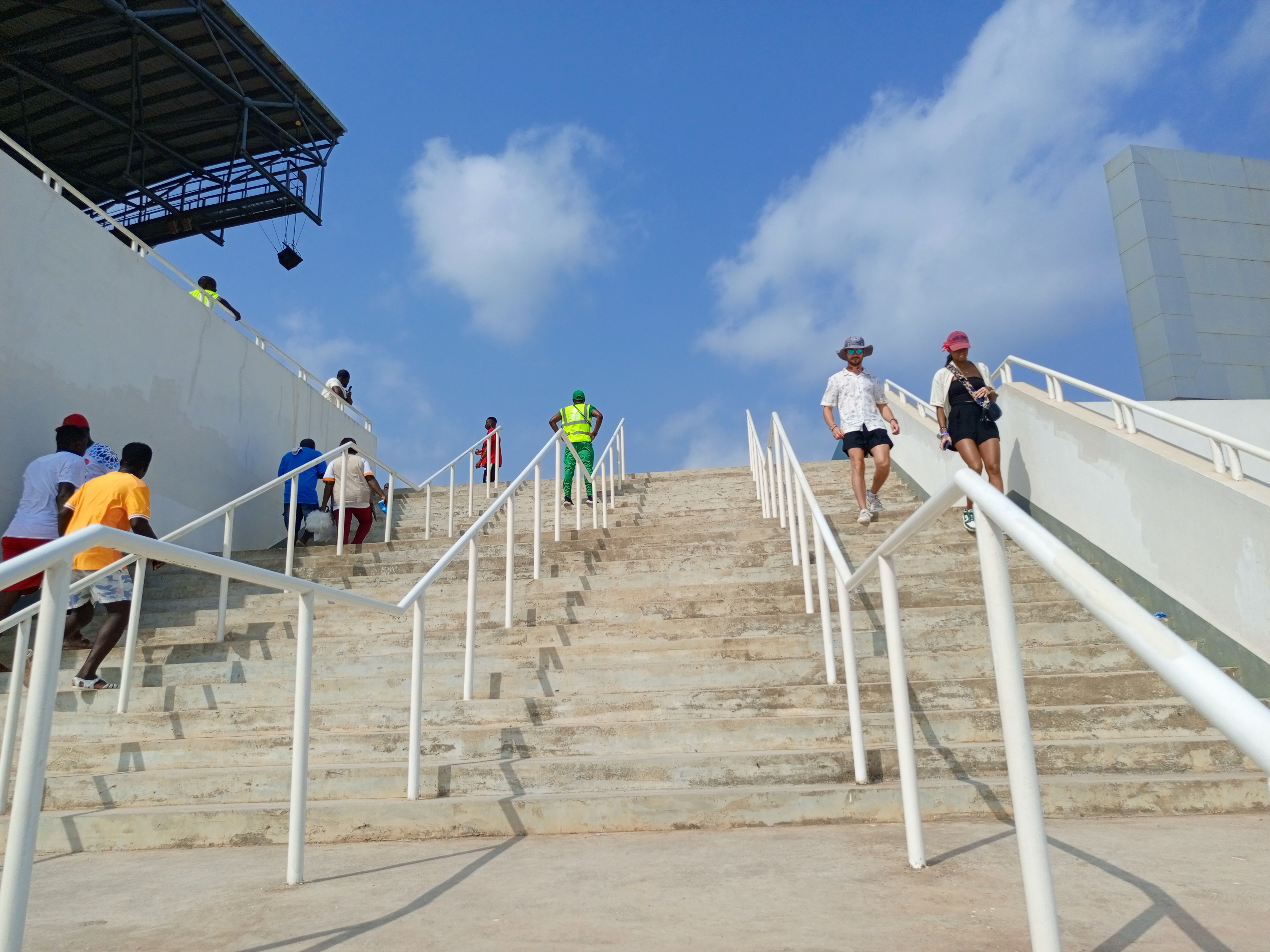
Сходи, що ведуть на трибуну
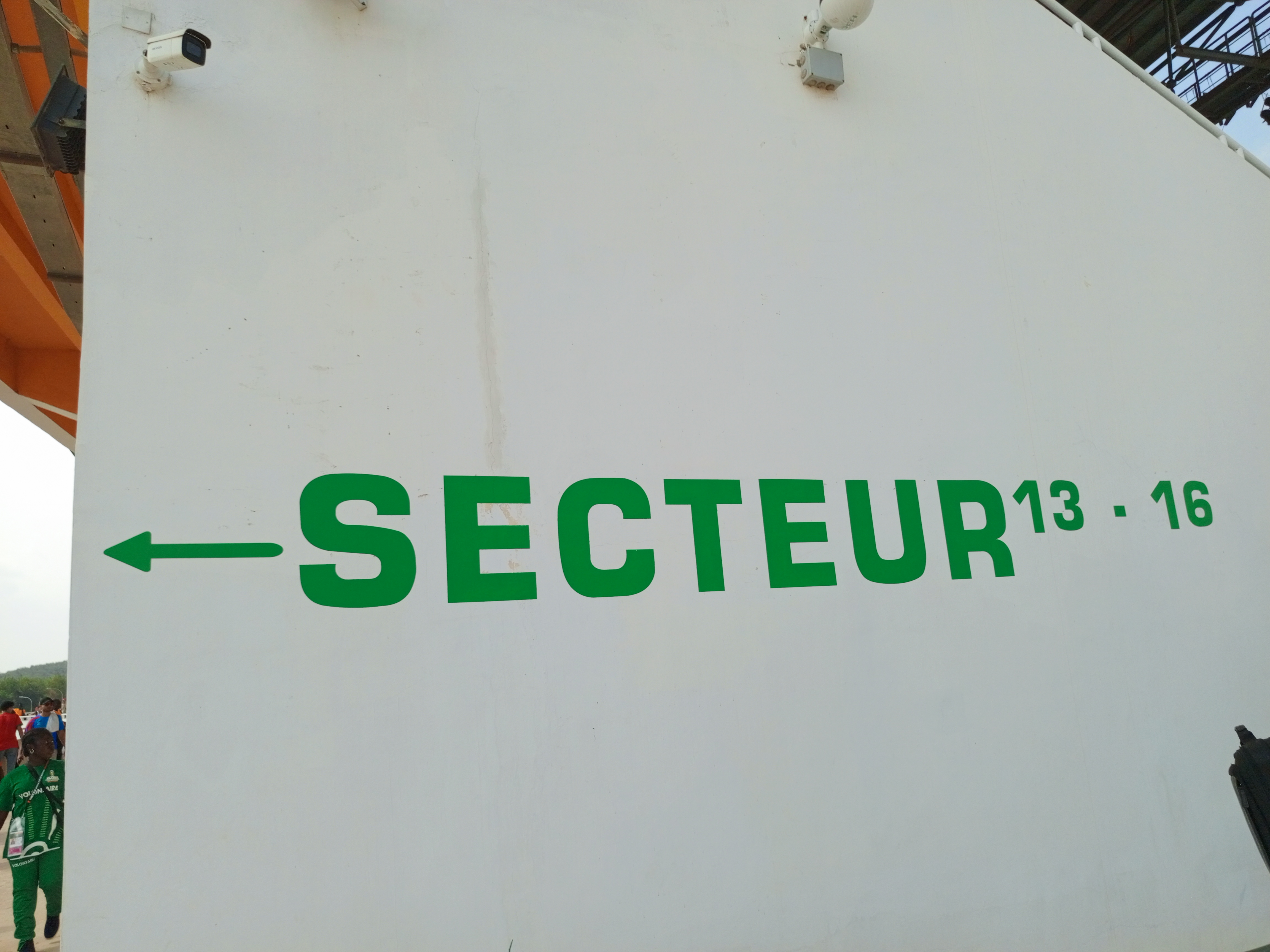
Сектор 13
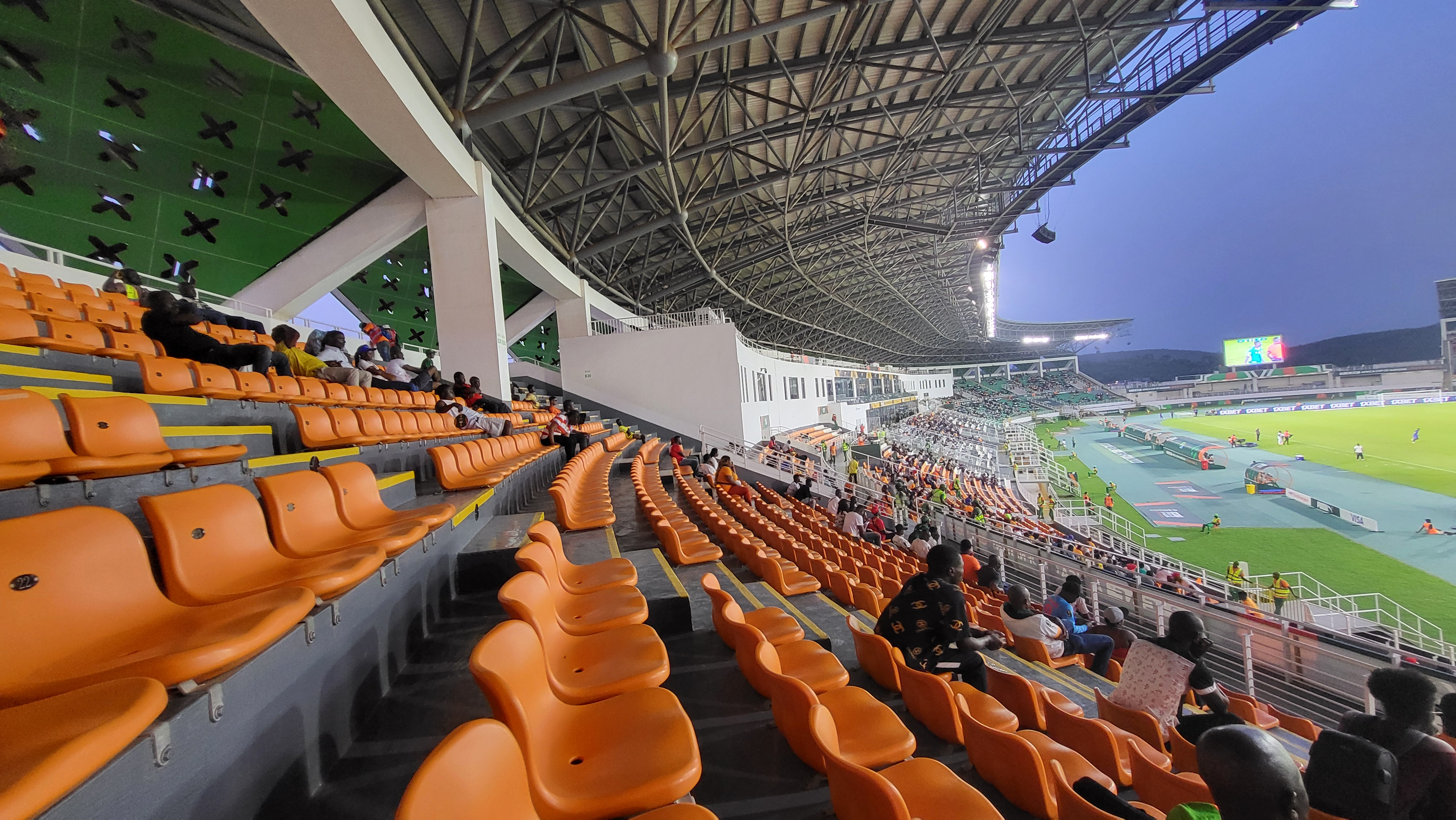
Трибуни
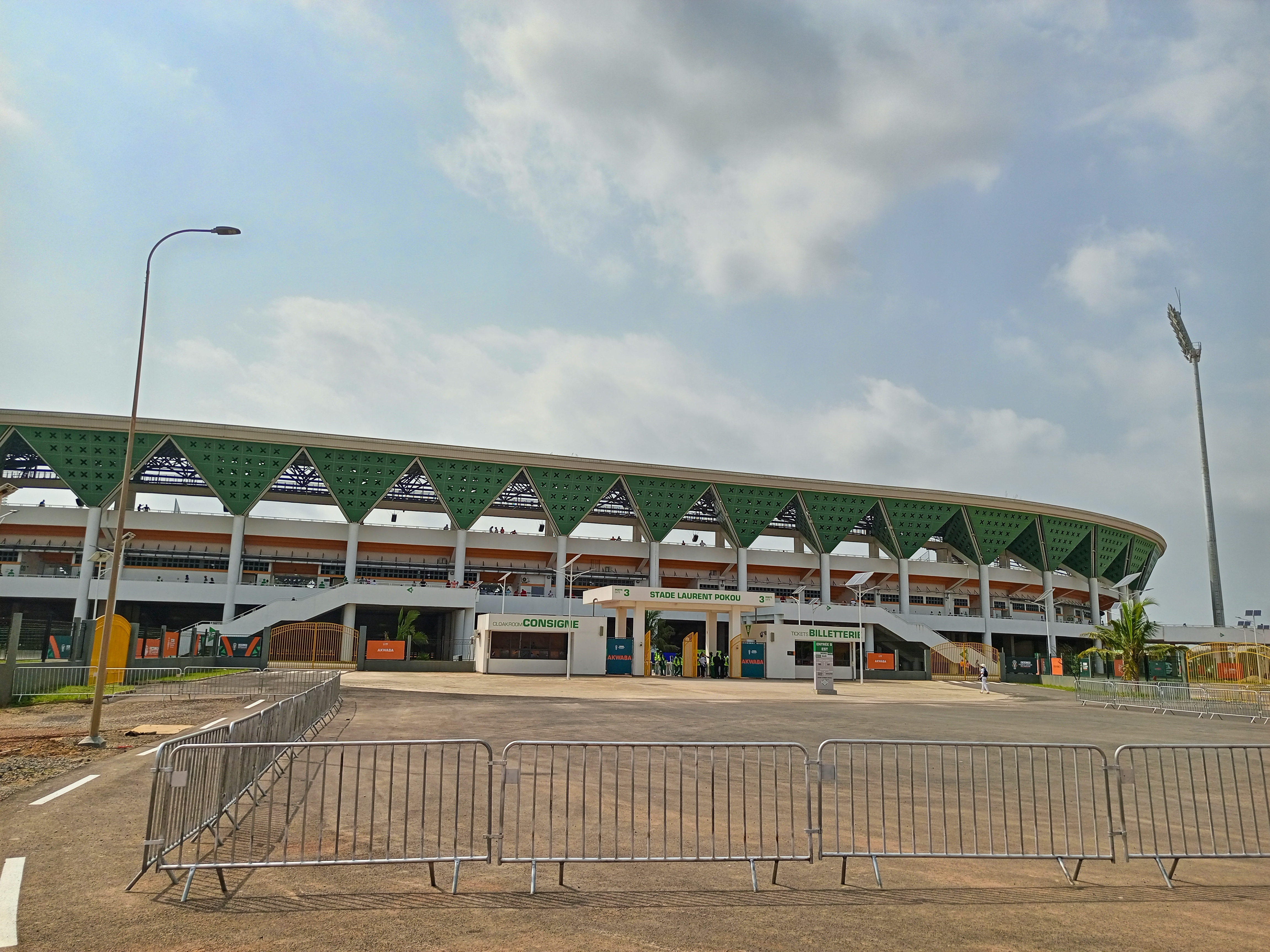
Вхід
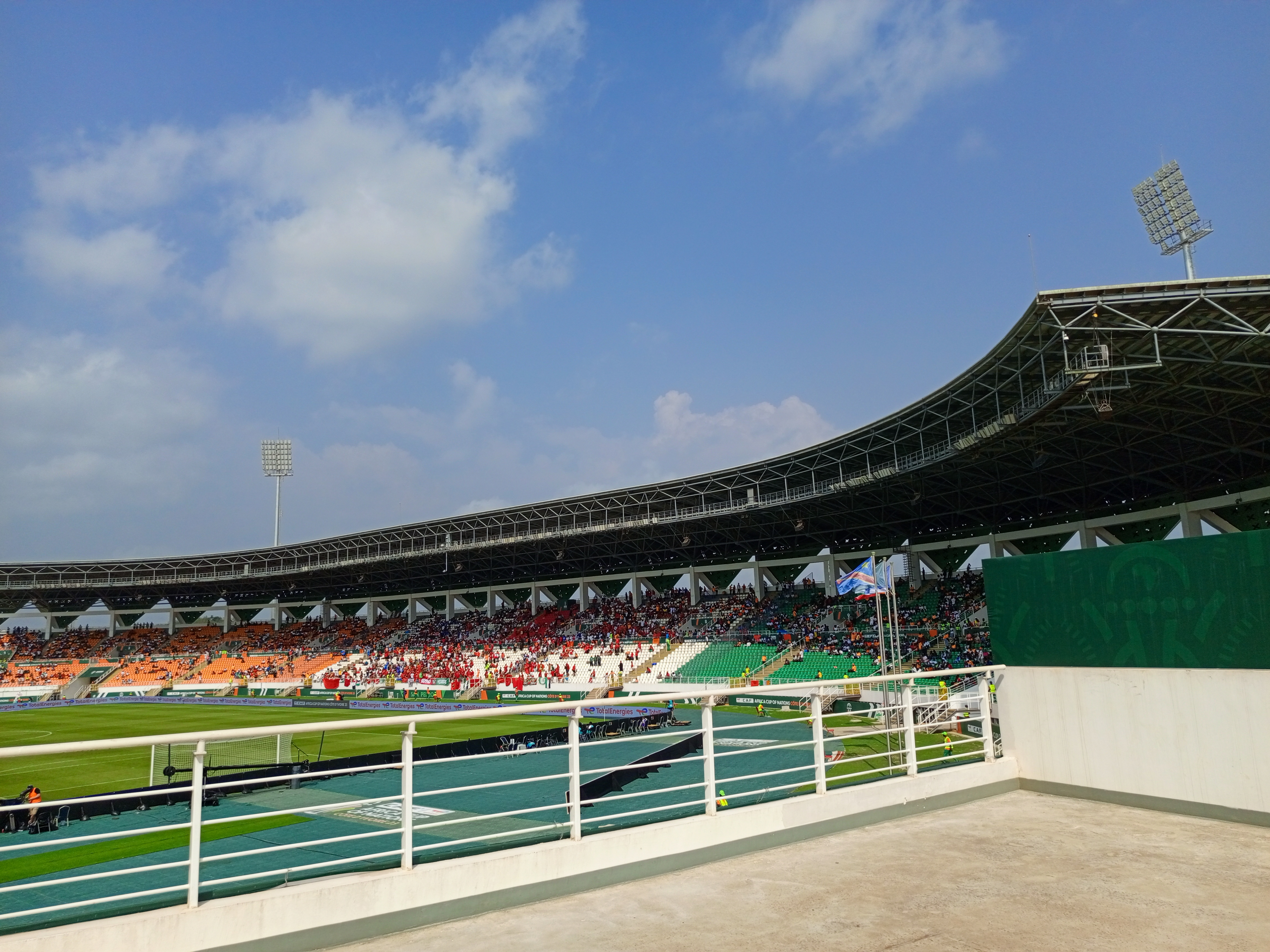
Інтер'єр
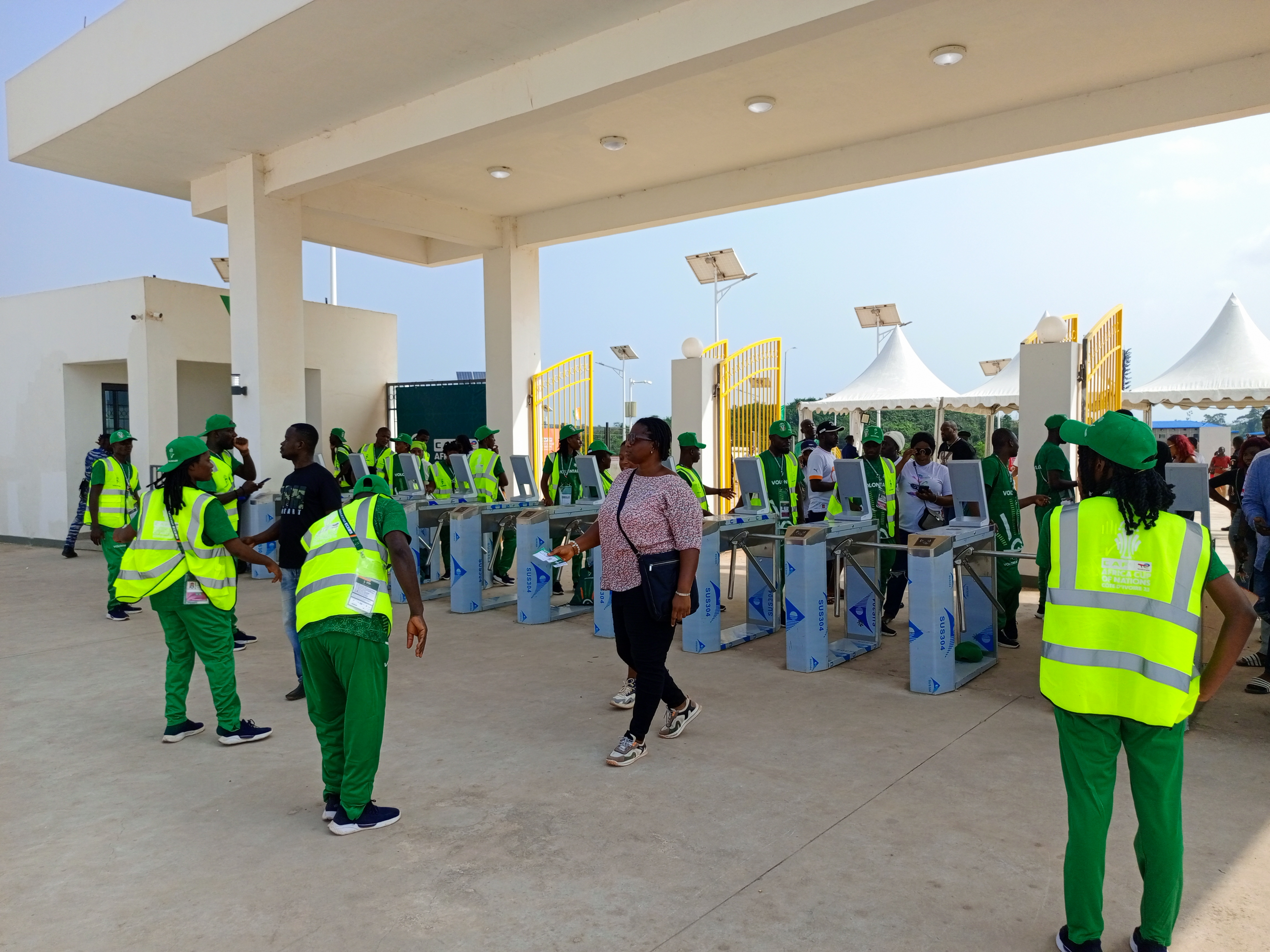
Пункт перевірки квітків